# Einkommens-Konsum-Kurve

Abb. 1) Die Einkommens-Konsum-Kurve bei zwei normalen Gütern. Auf der horizontalen Achse ist die Menge von Gut 1, auf der vertikalen diejenige von Gut 2 abgetragen. Die Indifferenzkurven I^{1} (bzw. I^{2} bzw. I^{3}) sind jeweils die höchsten solchen, die mit einem Budget von B^{1} (bzw. B^{2} bzw. B^{3}) erreicht werden können.

Abb. 2) Die Einkommens-Konsum-Kurve bei einem normalen (Gut 2) und einem inferioren Gut (Gut 1). Bei der Erhöhung des Budgets geht der optimale Konsum von Gut 1,, auf zurück, während derjenige von Gut 2 von auf steigt.

Als Einkommens-Konsum-Kurve (kurz EKK), auch Einkommensexpansionspfad, bezeichnet man in der Volkswirtschaftslehre und dort speziell in der Mikroökonomik den geometrischen Ort aller Haushaltsoptima, die man erhält, wenn man sämtliche Güterpreise konstant lässt, aber die Höhe des Haushaltseinkommens variiert.

## Definition

### Formal
Man bezeichnet mit {\displaystyle \mathbf {x} (\mathbf {p} ,y)} die Marshallsche Nachfrage nach den Gütern {\displaystyle 1,\ldots ,n} zu Preisen {\displaystyle \mathbf {p} =(p_{1},\ldots ,p_{n})} bei einem Haushaltseinkommen von y. Betrachte nun spezielle Marshallsche Nachfragen, die der Zusatzbedingung genügen, dass die Preise jeweils konstant gelassen werden, das heißt {\displaystyle \mathbf {x} =\mathbf {x} ({\overline {\mathbf {p} }},y)}. Berücksichtigt man die Definition der Marshallschen Nachfrage, so bedeutet dies, dass also ein Güterbündel {\displaystyle {\hat {\mathbf {x} }}} genau dann (und nur dann) auf der Einkommens-Konsum-Kurve liegt, wenn es ein positives Einkommen y gibt, mit dem gilt:
{\displaystyle {\hat {\mathbf {x} }}\in \arg \max _{\mathbf {x} }\left\{u(\mathbf {x} )\;\mathrm {s.t.} \;{\overline {\mathbf {p} }}\cdot \mathbf {x} \leq y\right\}}

### Illustrativ (Zwei-Güter-Fall)
Optimale Güterbündel
Es werden zwei Güter betrachtet, deren Preise als konstant angenommen werden. Betrachtet man zunächst ein bestimmtes Einkommensniveau y, dann kann man bei Kenntnis der Präferenzen des Konsumenten eine optimale Mengenkombination dieser beiden Güter bestimmen. Graphisch erfolgt dies, indem man zunächst in ein x1-x2-Diagramm die zum Haushaltsbudget gehörige Budgetgerade einzeichnet. Auf ihr liegen alle Mengenkombinationen von Gut 1 und Gut 2, die das verfügbare Einkommen des Konsumenten vollständig ausschöpfen. Anschließend kann man einige Indifferenzkurven einzeichnen: Auf ihnen liegen alle Mengenkombinationen von Gut 1 und Gut 2, durch deren Konsum dem Haushalt ein gleich hoher Nutzen entsteht. Zwar gibt es unendlich viele Indifferenzkurven, es interessieren letztlich jedoch nur diejenigen, die möglichst hoch (im Sinne von: weit vom Ursprung entfernt) liegen – dies entspricht der Annahme der Nichtsättigung („mehr ist besser“). Ist also eine Budgetgerade gegeben, interessiert gerade nur diejenige Indifferenzkurve, die die Budgetgerade eben noch so berührt. Der Berührpunkt zwischen Indifferenzkurve und Budgetgerade ist dann die nutzenoptimale Mengenkombination, die der Haushalt mit gegebenem Budget nachfragen kann.
Konstruktion der Einkommens-Konsum-Kurve
Ändert man nun das Einkommen, entsteht eine neue Budgetgerade; naheliegenderweise liegt eine Budgetgerade umso weiter vom Ursprung entfernt, je höher das verfügbare Einkommen ist. Der Übergang von Budgetgerade B1 zu B2 markiert in Abb. 1 also beispielsweise eine Einkommenserhöhung. Zu dieser neuen Budgetgerade gibt es wiederum eine neue „höchste“ Indifferenzkurve, die zu einem neuen Berührpunkt führt. Führt man dieses Verfahren nun nicht nur für zwei Einkommensniveaus, sondern für alle Einkommenshöhen durch und lässt die Preise der Güter dabei stets unverändert, dann kann man die resultierenden nutzenmaximierenden Berührpunkte miteinander zu einer Kurve – eben: der Einkommens-Konsum-Kurve – verbinden.

## Verlauf der Einkommens-Konsum-Kurve
Man betrachte die Einkommens-Konsum-Kurve im Zwei-Güter-Fall. Die Einkommens-Konsum-Kurve steigt, wenn beide Güter normal sind, das heißt, wenn eine Einkommenserhöhung zu einer erhöhten Nachfrage nach den jeweiligen Gütern führt (siehe Abb. 1). Hingegen fällt sie, falls es sich bei einem der Güter um ein inferiores Gut handelt (Abb. 2). (Man bezeichnet ein Gut als inferior, wenn die Nachfrage mit steigendem Einkommen [absolut] sinkt.)
Bei perfekten Substituten ist die Einkommens-Konsum-Kurve eine Gerade, deren Lage nur davon Abhängig ist, welches der beiden Güter teurer ist. Ist beispielsweise der Preis von Gut 1 (das auf der horizontalen Achse aufgetragen wird) kleiner als der von Gut 2, dann fließt jede Erhöhung des Einkommens ausschließlich in Mehrkonsum von Gut 1; die resultierende Einkommens-Konsum-Kurve ist eine waagerechte Linie auf der x1-Achse (Abb. 3). Bei perfekten Komplementen ist die Einkommens-Konsum-Kurve eine Gerade durch den Ursprung (mit positiver Steigung); sofern die Achsen mit identischen Einheiten operieren, handelt es sich sogar um eine 45-Grad-Linie (Abb. 4). Grund dafür ist, dass es bei Komplementen optimal ist, stets die gleiche Menge von jedem der beiden Güter zu konsumieren.
Dies lässt sich verallgemeinern. Sind die Präferenzen des betrachteten Haushalts homothetisch (wie eben im Spezialfall bei perfekten Substituten/Komplementen), dann ist die Einkommens-Konsum-Kurve eine Ursprungsgerade.
|  |  |

## Zusammenhang zur Engelkurve
Aus der Einkommens-Konsum-Kurve lässt sich die Engel-Kurve herleiten. Graphisch gesprochen muss man lediglich das zur jeweiligen Budgetgerade gehörige verfügbare Einkommen notieren und es zusammen mit der dort optimalerweise konsumierten Menge von Gut 1 in ein x1-y-Diagramm übertragen. Die resultierende Kurve bezeichnet man dann als Engel-Kurve.